# El lago (pintura de Kandinski)
 El lago (en ruso: Озеро, romanizado: Ózero) o En barco (en ruso: На лодке, romanizado: Na lódke) es una pintura al óleo sobre lienzo del artista ruso Vasili Kandinski, pintado en 1910 en Murnau am Staffelsee, Baviera, Alemania y conservada en Galería Tretiakov en Moscú, Rusia.
«El lago» es la primera pintura de Kandinski, que llegó al Departamento de Pintura Moderna de la Galería Tretiakov, transferida por la Dirección Principal de Instituciones Científicas, Museísticas y Científico-Artísticas del Comisariado del Pueblo pde Educación de la RSFSR en 1922.

## Historia de la creación
En 1908 Kandinski se instaló en la localidad de Murnau am Staffelsee, en los Alpes bávaros. Los cuadros pintados allí se distinguen por la generalización extrema del motivo de la naturaleza, la yuxtaposición aguda de colores locales «anillados». Recuerdan a los fauvistas franceses y a los pintores del grupo «Puente», con su colorido nítido y desafiante, y, por supuesto, a la pintura popular bávara sobre vidrio, a la que el artista era aficionado. Sin embargo, hasta finales del siglo XX, fue uno de los muchos pintores que buscaban nuevas formas en el arte.
El título del cuadro no menciona el lugar concreto representado. Sin embargo, cabe suponer que el artista representó el lago Staffel, cerca de la ciudad de Murnau am Staffelse. En 1908–1909, Kandinski visitó a menudo los lugares con un halo romántico, donde vivía el rey Luis II de Baviera, amante de los cuentos de hadas y autor del proyecto de construcción del castillo de Neuschwanstein.
Kandinski recordaba:

«Cada vez lo tenía más claro, y sentía cada vez con más fuerza que el centro de gravedad del arte no residía en el ámbito de lo “formal”, sino exclusivamente en el esfuerzo interior (contenido) que subordina imperiosamente lo formal. Así, poco a poco, el mundo del arte se fue separando en mí del mundo de la naturaleza».
«Мне становилось всё яснее, я всё с большей силой чувствовал, что центр тяжести искусства лежит не в области „формального”, но исключительно во внутреннем стремлении (содержании), повелительно подчиняющем себе формальное. Так постепенно мир искусства отделялся во мне от мира природы».

## Descripción
El cuadro «Lago» forma parte de un grupo de obras de Kandinski que preceden inmediatamente a su pintura abstracta. En él coexisten armoniosamente los principios de sujeto y no objeto. El lienzo representa una panorámica de un lago, barcas con remos rojos, remeros sentados en ellas y un castillo a orillas del lago. El lugar sigue siendo famoso entre los aficionados al remo y la vela. Las montañas del fondo son los Alpes. Sin embargo, las demás partes de la composición pueden interpretarse a su manera. En el centro del cuadro, un punto de luz brillante confiere a todo el lienzo una carga energética. Iluminadas por esta luz, las barcas blancas con remeros, que se mueven en diagonal, flotan sobre la superficie negra sin fondo del fantástico lago, que no tiene orillas, y no está claro dónde acaba el agua y dónde empieza el cielo o la tierra.